# 미국내 동아시아인에 대한 고정관념
미국내 동아시아인에 대한 고정관념(영어: Stereotypes of East Asians in the United States)은 미국 사회에서 제1세대 이민자와 그 다음세대 즉, 중국, 일본, 한국에서 온 이민자들에 대한 고정관념을 말한다.  이러한 관념은 대중매체, 영화, 음악, 텔레비젼, 문확, 인터넷등의 다양한 미국의 문화와 사회에서 표현되고 있다. 
이러한 고정관념은 대부분이 부정적인 면이 많으며, 이것이 사회문제의 근본적인 원인으로 작용하고 있다. 
동아시아인에 대한 언론의 묘사는 문화와 관습과 행동을 현실적으로나 진실되게 표현하기 보다는 지나치게 미국 중심으로 묘사하려고 한다.  이것은 인종 차별과 증오범죄의 희생자를 낳게 하며, 인종 혐오 감정을 부추기는 역할을 한다. 
소설적인 고정관념으로는 푸 만추와 챨리 챈 등이 있으며, 위협적이고 신비한 아시아인의 특징과 변증적이며, 순종적이고 착한 동아시아인을 묘사한다.  아시안 남성들은 종종 여성혐오적인 약탈자로 묘사되며, 제2차 세계 대전 시대의 선전선동에 기초하기도 한다.  동아시아 여성들은 공격적이거나 기회주의적인 성적 대상 또는 훔치기 좋아하는 골드 디거로도 묘사되거나 속이기 좋아하는 " 용 여사"로도 불린다.  강한 여성들은 "호랑이 엄마" 으로도 불리며, 남성 여성 모두 성공적인 삶을 뜻하는 모범적 소수로 묘사된다.

## 같이 보기
- 미국의 반중 감정
- 반한 감정
- 중국인 배척법
- 칭챙총
- 고크
- 미세공격
- 미국의 인종차별
- 코로나19 범유행에 관한 제노포비아와 인종 차별